# 哈里斯 (亞利桑那州)
哈里斯（英語：Harris）是位於美國亞利桑那州莫哈維縣的一個非建制地區。該地的面積和人口皆未知。

## 地理
哈里斯的座標為35°08′13″N 114°05′02″W / 35.13694°N 114.08389°W，而該地的平均海拔高度為920米（即3018英尺）。